# 斯里奧克斯 (密歇根州)
斯里奧克斯（英語：Three Oaks）是位於美國密歇根州貝林縣的一個村。

## 人口
根據2020年美國人口普查的數據，斯里奧克斯的面積為2.83平方千米，當中陸地面積為2.83平方千米，而水域面積為0.00平方千米。當地共有人口1370人，而人口密度為每平方千米484人。